# Клер, Ина
Ина Клер (англ. Ina Claire; 15 октября 1893 — 21 февраля 1985) — американская актриса.

## Ранние годы
Ина Клер (наст.имя Ина Фэган) родилась в Вашингтоне. В шестнадцать лет дебютировала в театральной постановке «Наша мисс Гиббс». До 1915 года играла театральных постановках мюзиклов. В 1915 году получила первую роль в кино.

## Карьера
В 1915 году Ину заметил известный кинопродюсер и режиссёр Сесил де Милль. Красота и талант девушки так поразили его, что он пригласил молодую актрису на главную роль в своём фильме «The Wild Goose Chase». Сразу же последовала ещё одна картина, «Кукольная корона», где Ина сыграла принцессу Алексию. В этот раз режиссёром выступил Джордж Мелфорд. После этого мисс Клер вернулась к театральным представлениям. В 1917 году её пригласили принять участие в благотворительном фильме Красного Креста «National Red Cross Pageant». В этом же году на Бродвее с большим успехом шла комедия «Полли с прошлым». Через три года Леандер де Кордова решил её экранизировать и главную роль, как и в театре, сыграла Ина Клер. Следующее возвращение Ины Клер в кинематограф тоже было связано с экранизацией театральной постановки, ещё одной комедии, «Ужасная правда». В ней Ина сыграла с Генри Дэниеллом. Для актёра это была первая роль.
В 1930 году начинающий режиссёр Джордж Кьюкор пригласил Ину и Фредрика Марча на главные роли в фильм «Королевская семья Бродвея». В 1931 году Клер вместе с Робертом Амесом, Мирной Лой и Хеддой Хоппер снялась в драме «Отскок» Эдварда Гриффита. А в 1932 году продюсер Голдвин Сэмюэл предложил ей роль в комедии «The Greeks Had a Word for Them». Там она сыграла с Мэдж Эванс и Джоан Блонделл.
Через семь лет Ина Клер снялась в самой известной своей картине — «Ниночка». Актриса появилась на экране ещё дважды — в эпизоде драмы «Я возьму эту женщину», где главные роли исполнили Спенсер Трейси и Хэди Ламарр, и в одной из главных ролей фильма «Клавдия». Больше Ина Клер не снималась.
Ина Клер имеет звезду на голливудской «Аллее славы» за вклад в киноискусство.

## Личная жизнь
В двадцать пять лет Ина Клер вышла замуж за сценариста Джеймса Уиттакера. Брак продолжался шесть лет. В 1925 году супруги развелись.
В 1929 году мужем Ины стал один из самых популярных актёров того времени, Джон Гилберт. До этого Гилберт был уже дважды женат, имел ребёнка от предыдущего брака, и прославился скандальным романом с Гретой Гарбо, который чуть не закончился для него третьей свадьбой. Но Грета замуж так и не вышла, а Гилберт вовсе не собирался быть одиноким. С Иной они поженились в Лас-Вегасе через две недели после знакомства. Вместе супруги были два года.
Через восемь лет Ина вновь вышла замуж. Третьим мужем актрисы стал издатель периодической печати Уильям Р. Уоллес. Клер и Уоллес прожили вместе тридцать семь лет.

## Фильмография
| Год  |     | Русское название            | Оригинальное название          | Роль                  |
| ---- | --- | --------------------------- | ------------------------------ | --------------------- |
| 1915 | кор | За дикими гусями            | The Wild Goose Chase           | Бетти Райт            |
| 1915 | ф   | —                           | The Puppet Crown               | принцесса Алексия     |
| 1917 | ф   | —                           | National Red Cross Pageant     | Жанна д’Арк           |
| 1920 | ф   | —                           | Polly with a Past              | Полли Шеннон          |
| 1929 | ф   | —                           | The Awful Truth                | Люси Уорринер         |
| 1930 | ф   | Королевская семья Бродвея   | The Royal Family of Broadway   | Джули Кавендиш        |
| 1931 | ф   | —                           | Rebound                        | Сара Джеффри          |
| 1932 | ф   | У греков есть слово для них | The Greeks Had a Word for Them | Джин Лоуренс          |
| 1939 | ф   | Ниночка                     | Ninotchka                      | великая княгиня Свана |
| 1940 | ф   | Я возьму эту женщину        | I Take This Woman              | Марческа              |
| 1943 | ф   | Клавдия                     | Claudia                        | миссис Браун          |
| 1943 | ф   | Солдатский клуб             | Stage Door Canteen             | в роли самой себя     |